# Station Weesp
Station Weesp is een spoorwegstation in de Nederlandse stad Weesp, gemeente Amsterdam. In Weesp komen de Oosterspoorweg, Flevolijn en Schiphollijn bij elkaar. Weesp is daardoor een belangrijk overstapstation voor reizigers tussen Amsterdam/Schiphol en Almere/Hilversum.
Het huidige station bestaat uit 2 eilandperrons, en in totaal 6 sporen, waarvan 2 sporen voor doorgaande treinen. Op de eilandperrons wordt veel gebruikgemaakt van cross-platform-overstap. Ook komt het voor dat tijdens een cross-platform-overstap van twee sprinters een intercity-trein op de doorgaande sporen passeert. Na 2023 worden aan de buitenkant nog 2 sporen voor doorgaande treinen toegevoegd, in het kader van het Project Openbaar Vervoer Schiphol-Amsterdam-Almere-Lelystad.

## Geschiedenis
Het eerste stationsgebouw van Weesp is geopend in 1874 bij aanleg van de Gooilijn en weer gesloopt in 1967. In 1967 werd het tweede station geopend. Dit werd deels buiten dienst gesteld in 1985. Een deel hiervan werd vervolgens als fietsenstalling gebruikt. Na een grondige verbouwing in 2013 is nagenoeg het hele stationsgebouw uit 1967 als (bewaakte) fietsenstalling in gebruik genomen.
Het station heeft zijn huidige omvang gekregen in 1985, voor de in 1987 deels gereed gekomen Flevolijn. Hierbij is ook de Vechtbrug, die vlak bij het station ligt, verdubbeld. Doordat Station Weesp een overstapstation is, verwerkt het veel forensenverkeer. Met het aansluiten van de Schiphollijn op Weesp in 1993 (opening van de Zuidelijke Tak van de Ringspoorbaan) werd de Muiderspoorbrug, de dubbelsporige brug over het Amsterdam-Rijnkanaal, waar zowel treinen naar Schiphol v.v. en Amsterdam Centraal v.v. gebruik van maken, een zogenaamde "flessenhals". Daarom is er in 1995 een tweede spoorbrug over het kanaal gebouwd. Deze uitbreiding werd uitgevoerd in het kader van Rail 21, een toekomstplan uit de jaren tachtig, toen de NS nog niet was verzelfstandigd. Beide bruggen zijn dubbelsporig. De nabij Weesp gelegen Gooiboog maakt het sinds 2003 mogelijk om rechtstreeks van Hilversum naar Almere te reizen, reizigers hoeven zo niet meer in Weesp over te stappen.

## OV-chipkaart
Dit station is sinds 2014 afgesloten met OVC-poorten.

## Treinen
Alle treinen die in Weesp stoppen rijden om het half uur, waardoor in alle richtingen een kwartierdienst geboden wordt.
| Serie | Treinsoort    | Route | Bijzonderheden                                                                                     |
| ----- | ------------- | --- | -------------------------------------------------------------------------------------------------- |
| 4300  | Sprinter (NS) | Den Haag Centraal – Leiden Centraal – Schiphol Airport – Amsterdam Zuid – Weesp – Almere Centrum – Almere Buiten – Almere Oostvaarders – Lelystad Centrum | |
| 4600  | Sprinter (NS) | Amsterdam Centraal – Weesp – Almere Centrum – Almere Buiten – Almere Oostvaarders                                                                         | Rijdt niet na circa 20:00 uur, op zaterdag voor circa 9:00 uur en op zondag voor circa 10:00 uur.  |
| 5700  | Sprinter (NS) | Utrecht Centraal – Hilversum – Weesp – Amsterdam Zuid – Schiphol Airport – Hoofddorp – Leiden Centraal                                                    | Rijdt niet na 20:00 uur. Rijdt vrijdag en in het weekend niet tussen Hoofddorp en Leiden Centraal. |
| 5800  | Sprinter (NS) | Amersfoort Vathorst – Amersfoort Centraal – Hilversum – Weesp – Amsterdam Centraal                                                                        | Rijdt in de vroege ochtend en na 22:30 uur niet tussen Amersfoort Vathorst en Amersfoort Centraal. |

## Overig openbaar vervoer
Aan de voorzijde van station Weesp bevindt zich een klein busstation. Het vervoer rond Weesp wordt uitgevoerd door Transdev in opdracht van de provincie Noord-Holland (concessiegebied "Gooi en Vechtstreek"). Er is één buslijn uit het concessiegebied "Stadsvervoer Amsterdam" (GVB in opdracht van de Vervoerregio Amsterdam) die in Weesp komt en een buurtbus van Syntus Utrecht.
| Lijn | Bestemming                       | Via                                | Soort     | Bijzonderheden                         | Maatschappij   |
| ---- | -------------------------------- | ---------------------------------- | --------- | -------------------------------------- | -------------- |
| 49   | Amsterdam, Station Bijlmer ArenA | Amsterdam Gaasperplas              | Stadsbus  | Rijdt niet 's avonds en in het weekend | GVB            |
| 106  | Hilversum, Station               | Nederhorst den Berg, 's-Gravenland | Streekbus | Rijdt niet op zondag                   | Transdev       |
| 110  | Bussum, Station                  | Muiden, Muiderberg, Naarden        | Streekbus |                                        | Transdev       |
| 522  | Vreeland, Dorp                   | Nigtevecht, Loenen aan de Vecht    | Buurtbus  | Rijdt niet 's avonds en op zondag      | Syntus Utrecht |

## Ontwikkeling aantal reizigers
Het aantal door NS vervoerde reizigers (per gemiddelde werkdag) ontwikkelde zich sedert 2019 als volgt:
| Jaar | Aantal reizigers |
| ---- | ---------------- |
| 2019 | 15.979           |
| 2020 | 8.134            |
| 2021 | 8.199            |
| 2022 | 11.468           |
| 2023 | 14.089           |
| 2024 | 13.907           |

## Afbeeldingen

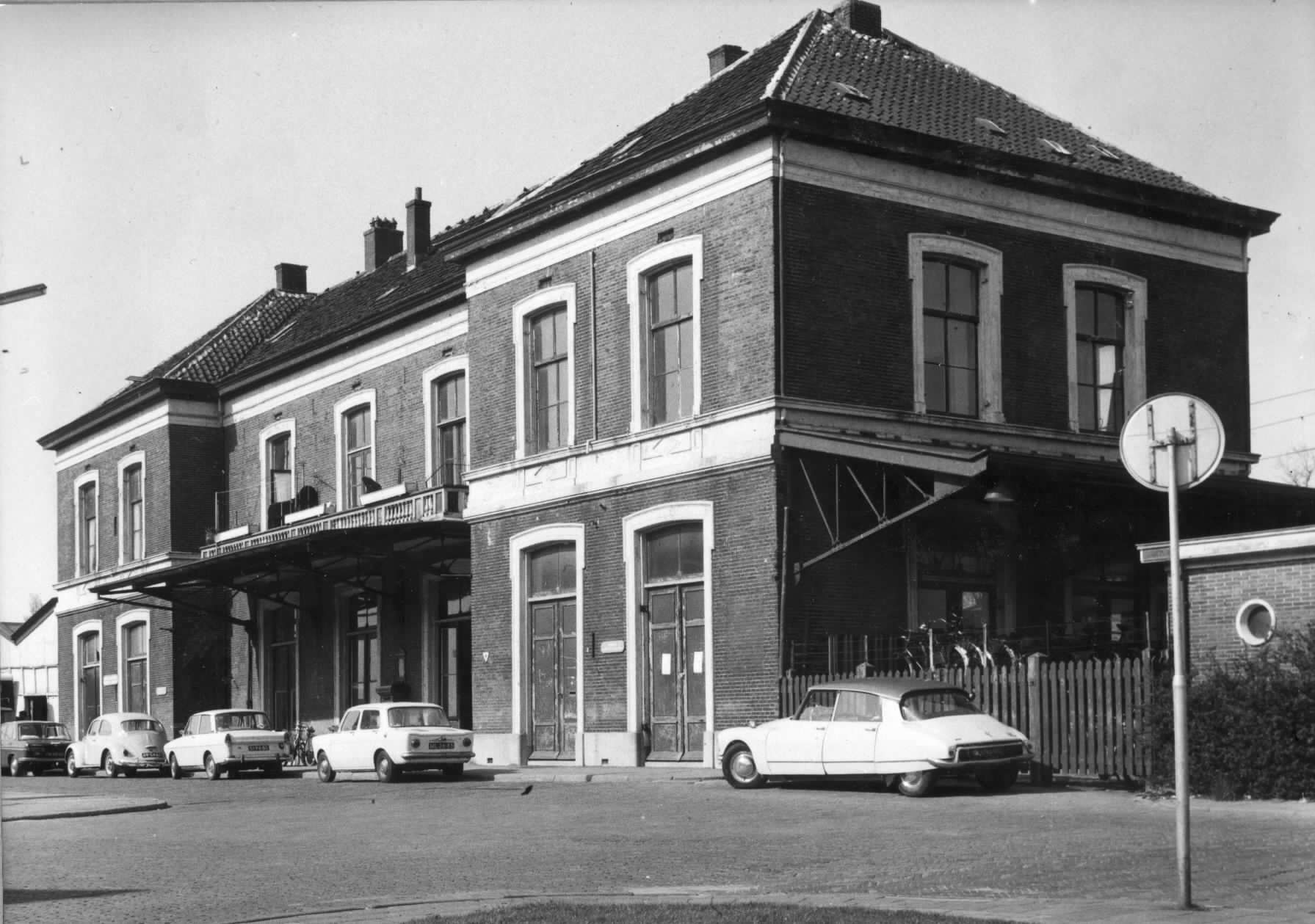
Oude stationsgebouw in 1967
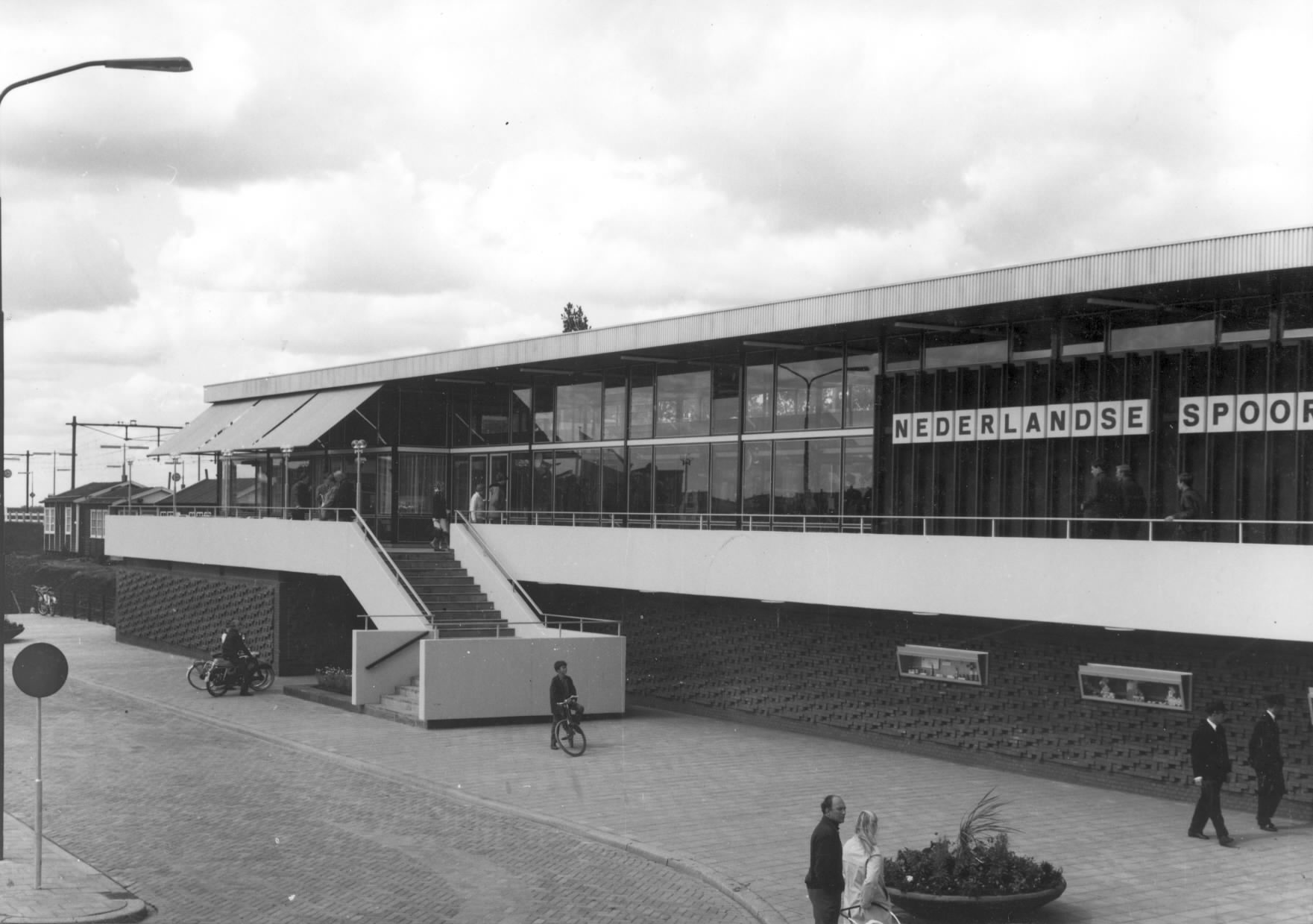
Nieuwe stationsgebouw in 1967
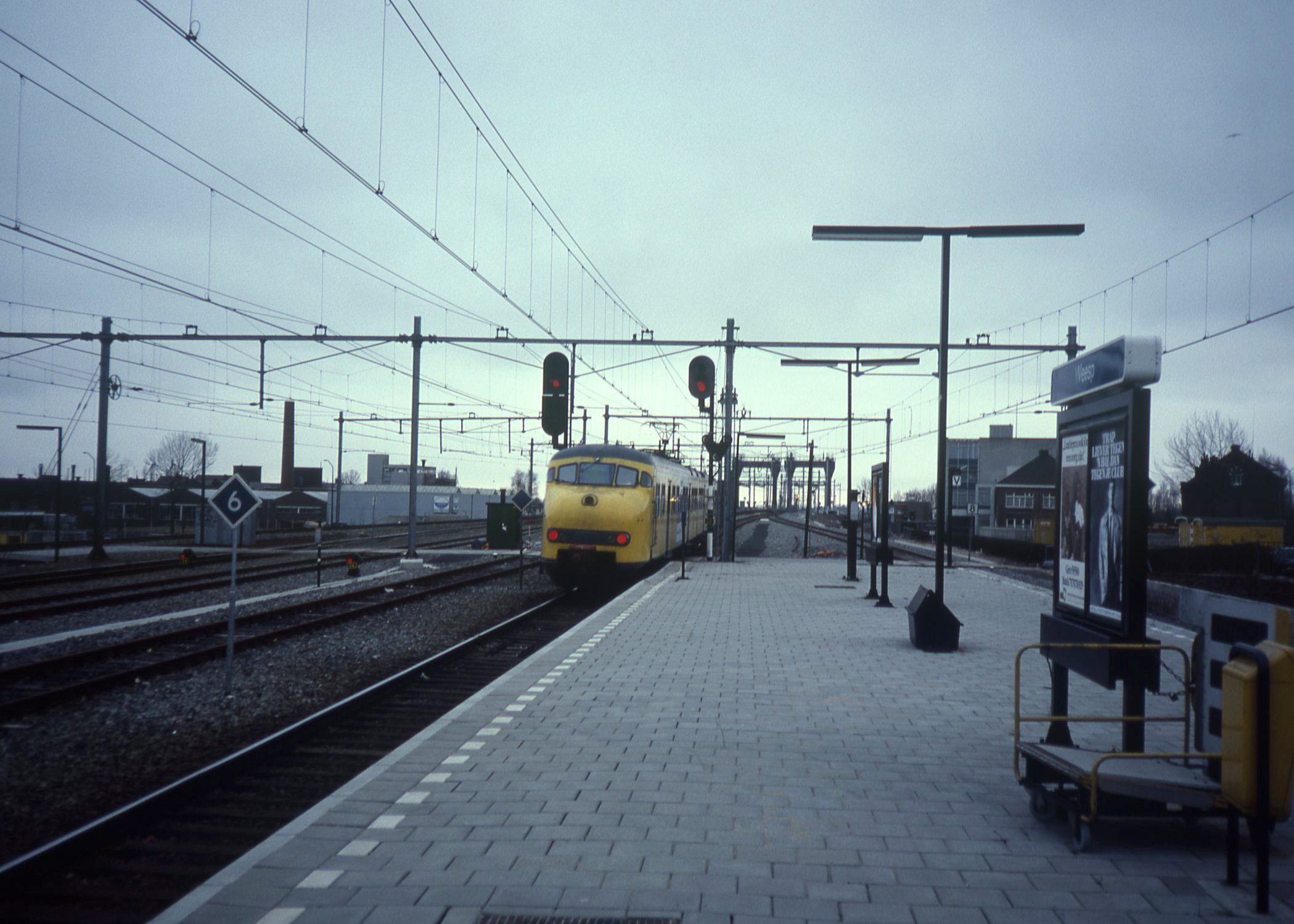
Perron in 1987
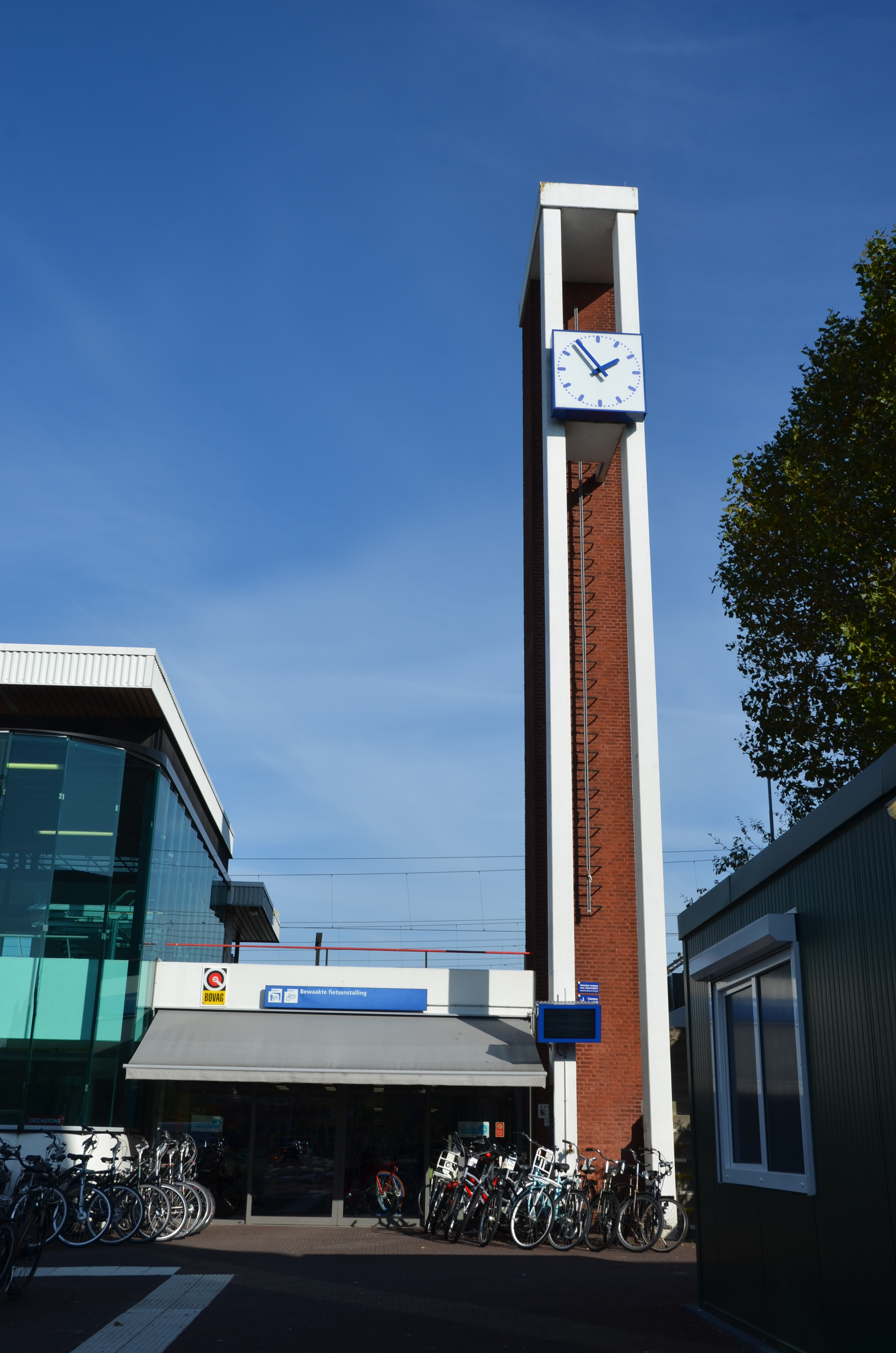
Klokkentoren
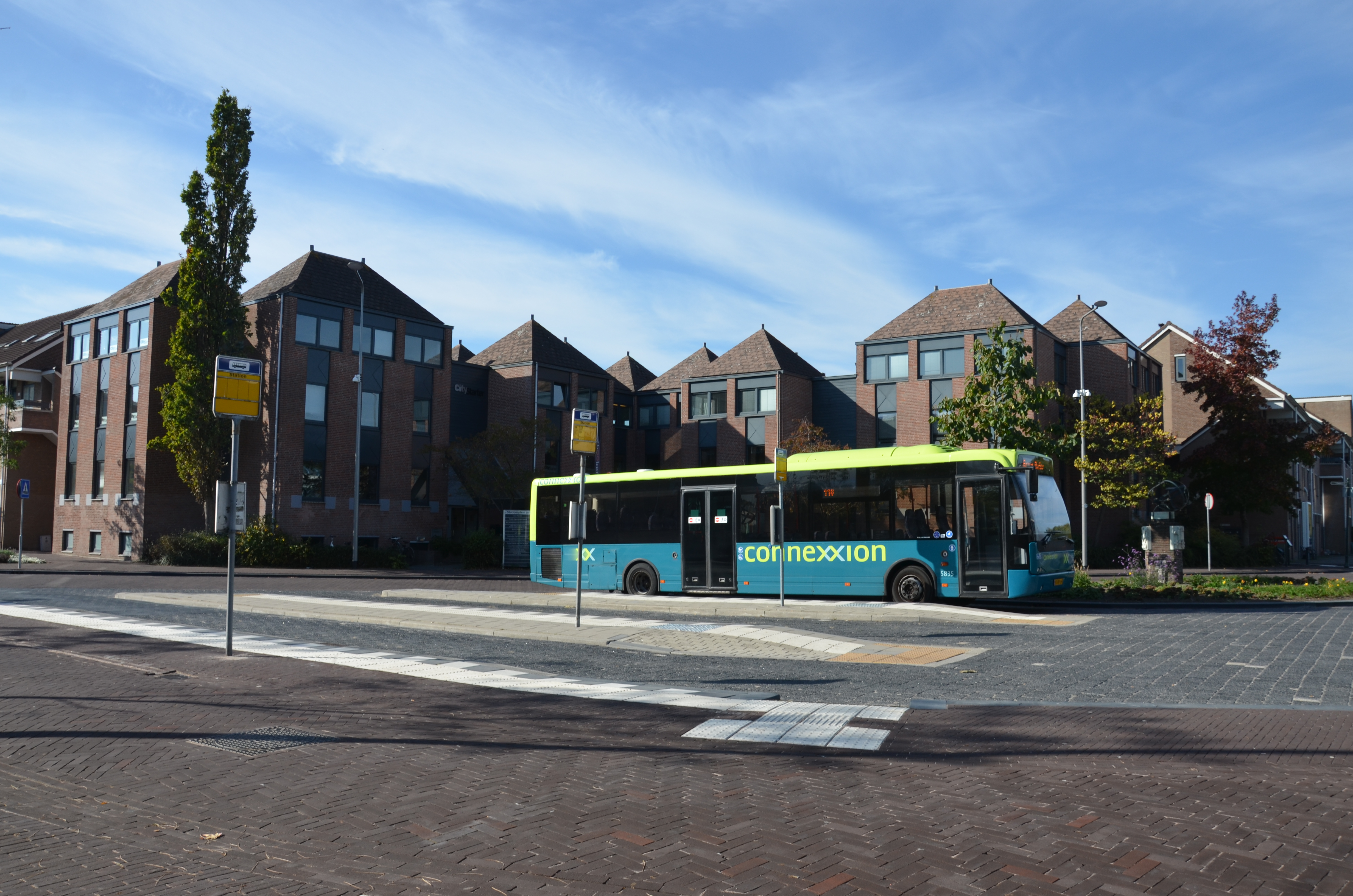
Busstation
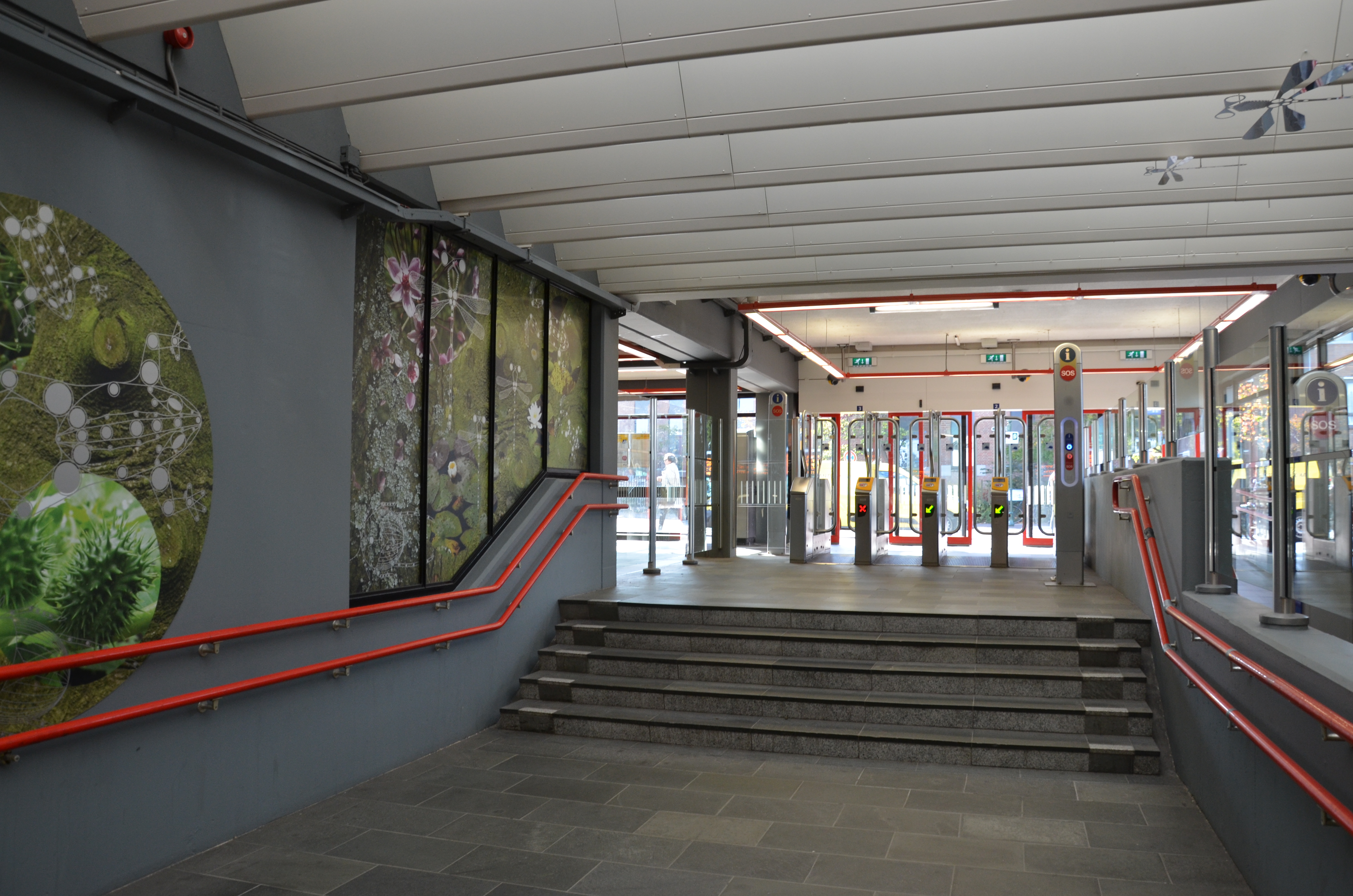
Stationshal
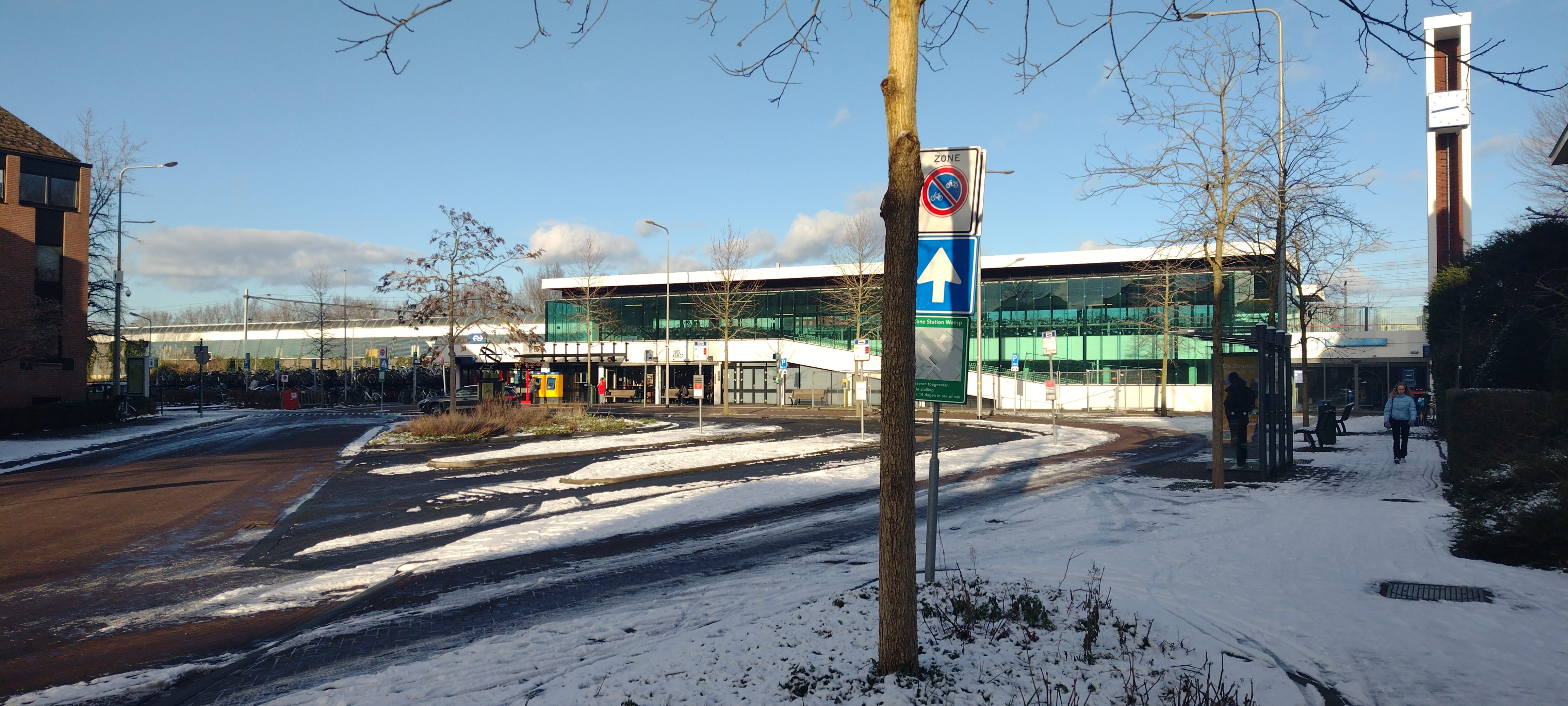
Station in de sneeuw